# The Five Faces of Manfred Mann
The Five Faces of Manfred Mann är ett album av Manfred Mann, utgivet 1964 på His Master's Voice. Det var bandets första LP

## Låtlista
Sida 1
1. Smokestack Lightning (Burnett)
2. Dont't Ask Me What I Say (Jones)
3. Sack O' Woe (Adderly)
4. What You Gonna Do? (Jones - Mann)
5. Hoochie Coochie (Dixon)
6. I'm Your King Pin (Mann - Jones)
7. Down The Road Apiece (Raye)

Sida 2
1. I've Got My Mojo Working (Morganfield)
2. It's Gonna Work Out Fine (Seneca - Lee)
3. Mr. Anello (Hugg - Jones - Mann - McGuiness - Vickers)
4. Untie Me (South)
5. Bring It to Jerome (Green)
6. Without You (Jones)
7. You've Got to Take It (Jones)

## Medverkande
- Mike Hugg - trummor
- Paul Jones - sång, munspel
- Manfred Mann - orgel, piano
- Tom McGuinness - bas
- Mike Vickers - gitarr, altsax, flöjt